# 시마 기요오키
시마 기요오키(일본어: 島 清興/嶋 清興 しま きよおき[*], 덴분 9년 음력 5월 5일(1540년 6월 9일) ~ 게이초 5년 음력 9월 15일(1600년 10월 21일)?)는 일본 센고쿠 시대부터 아즈치모모야마 시대의 무장이다. 쓰쓰이씨, 이시다 미쓰나리의 가신. 통칭(가명)은 사콘으로 일반적으로 시마 사콘(島左近)의 이름으로 널리 알려져 있다(본 항목에서도 대부분 '사콘'으로 표기한다). 실명은 흔히 가쓰타케(勝猛) 등의 속칭이 널리 알려져 있지만 시마 사콘 자신의 자필 문서에도 「清興」라는 화압(花押, 사인)을 사용하는 등, 문서를 통해 확실하게 알 수 있는 정확한 실명은 기요오키이다.
2016년 7월 1일에 발표된 자필 편지에 따르면 「島左」이 아니라 「嶋左」라고 서명되어 있고, 적어도 시마 사콘 본인은 「島」가 아니라 「嶋」라고 칭하였음이 알려졌다.
미쓰나리가 삼고의 예를 갖추고 임관시켜 파격적으로 높은 녹봉을 주며 최측근으로 삼은 인물로, "지부쇼(治部少, 미쓰나리)에게 과분한 것이 두 가지 있으니, 시마노 사콘과 사와산성"이라고 일컬을 정도의 인물이었다고 《고금무가성쇠기》(古今武家盛衰記)에 전하고 있다.
딸은 다마(珠)로서 야규 도시요시(柳生利巌)의 후처이며, 검호로서 유명한 야규 요시카네(柳生厳包)는 시마 사콘의 외손자에 해당한다.

## 생애

### 출자
시마 사콘의 출신에 대해, 우선 시마씨(島氏)는 오늘날의 일본 나라현(奈良県) 이코마군(生駒郡) 헤구리 정(平群町) 주변의 재지영주로써 쓰보이성(椿井城)·니시노미야성(西宮城)을 본거지로 하고 있었다고 한다.
시마씨의 출자는 분명하지 않지만 그 혼세(本姓)는 후지와라(藤原)라고 하며, 또한 기요오키의 출신을 쓰시마국(対馬国)이라고 하는 설도 있으나 오늘날에는 야마토국(大和国) 출신이라고 하는 것이 밝혀져 있다. 한편 최근에는 「시마 사콘」(島左近)은 쓰쓰이씨(筒井氏)의 가신인 시마 씨 대대로 내려오던 일종의 세습명이었다는 설도 있다.

### 하타케야마씨·쓰쓰이씨·도요토미씨를 섬기다
야마토의 헤구리 군(平群郡)의 고쿠진(国人) 가계로 태어나서 당초에는 이웃한 가와치(河内)의 슈고로 야마토 국에도 세력을 두고 있던 하타케야마 씨(畠山氏) 가문에 출사하였다. 하타케야마 다카마사(畠山高政)가 미요시 나가요시(三好長慶)와 교전했던 교호지 전투(教興寺の戦い)에도 참가하였는데 이 싸움에서 다카마사가 패하고 기요오키도 패주하였다. 그 무렵 쓰쓰이 슌소(筒井順昭)의 지휘 아래서 싸웠던 연으로 하타케야마 가문이 몰락한 뒤 기요오키는 쓰쓰이 씨(筒井氏) 가문에 종속된 영주의 한 사람이 되었던 것으로 보이지만, 사료에서는 이것이 확인되지 않는다.
쓰쓰이 씨의 연척이었던 야마다 슌죠(山田順延))의 구비(口碑)에는 「에이로쿠 2년에 헤구리 군의 시마(島)와 기(紀)가 마쓰나가 탄정으로부터 도망쳐 온 것을 숨겨주어 야마다 성은 마쓰나가에게 공격당해 함락되었고 슌죠 이하 성의 병사들은 모두 전사하였다」(永禄2年に平群郡の島と紀が松永弾正より逃れてきたのを匿ったために山田城は松永に攻められて落城し順延以下城兵は殆ど討死した)라고 되어 있다. 이 「시마」(島)가 사콘일 가능성이 없지도 않지만, 확실한 것은 에이로쿠(永禄) 연간에 시마 사콘이 헤구리타니(平群谷)에서 활약했던 형적이 사료에 보이지 않는다는 것이다.
쓰쓰이 슌소의 뒤를 이어 겨우 두 살로 당주가 된 쓰쓰이 슌케이(筒井順慶)의 사무라이다이쇼(侍大将)로써 활약하였다고 하지만, 당시의 쓰쓰이 가문의 가신단 가운데서 그의 이름은 보이지 않는다. 《심헌기》(尋憲記)나 《다문원일기》(多聞院日記) 등의 기록에 따르면 당시 쓰쓰이 가문의 유력 가신으로는 하치조 사가미노카미 나가스케(八條相模守長祐), 마쓰쿠라 곤노스케 히데마사(松蔵権助秀政), 한다 데와노뉴도(飯田出羽入道), 나카노보 히다노카미 히데스케(中坊飛騨守秀祐) 등의 이름이 알려져 있으나, 시마 씨와 관계된 이름은 찾아볼 수 없다.
쓰쓰이 가문의 가신 관련 전승이나 문헌류에서 시마 사콘의 이름이 처음으로 보이는 것은 겐키(元亀) 2년(1571년) 다쓰이치 합전(辰市合戦) 직전으로 「시마 사콘노이 도노」(嶋左近尉殿)라고 되어 있는 것이다. 그 이전까지는 슌케이가 야마토 국의 패권을 다투고 있던 마쓰나가 히사히데(松永久秀)와 싸웠던 쓰쓰이 성 전투(筒井城の戦い), 도다이지 대불전 전투(東大寺大仏殿の戦い) 등에서의 동향은 확실하지 않지만, 우다 군(宇陀郡) 아키야마 씨(秋山氏)의 전승에 따르면 시마 사콘을 「우다 성주」(宇陀ノ城主)라고 하고 있다(정확한 위치는 불명). 다쓰이치 전투 때에는 우다에서 출격하였다는 전승도 있으나, 이것이 「우다 성주」였다는 전승과 관련이 있는 지도 모른다. 확증할 수는 없으나 어떻게 해서 우다 군에 시마 사콘의 이름이 전해지게 되었는지는 자세히 알 수 없다.
확증된 것은 아니지만 어떠한 형태로 쓰쓰이 슌케이를 지지해 왔다고 하며, 그 공적으로 쓰쓰이 가문의 중신에 포함되었다고 한다. 일반적으로는 마쓰쿠라 시게노부(松倉重信, 우콘右近)과 함께 쓰쓰이 가문의 양익(両翼)으로써 「우근좌근」(右近左近)으로 병칭된 것이라고 알려져 있으나 이는 사실이 아니고 《심헌기》나 《다문원일기》 등의 기록에 따르면 실제로 쓰쓰이 가문의 양익이라 불린 것은 마쓰쿠라 곤노스케 히데마사와 마쓰다 젠시치로 모리카쓰(松田善七郎盛勝)였다고 되어 있다.
슌케이는 이어 마쓰나가 히사히데를 진키 산성 전투(信貴山城の戦い)에서 쓰러뜨리고 이어진 혼노지의 변(本能寺の変)을 거치면서 존망의 위기를 넘기고 쓰쓰이 가문에 의한 야마토 통일을 완수하였으나, 그 뒤 사콘은 한다 성(吐田城)를 접수하는 등 내정 면에서 슌케이를 보좌한 것으로 보인다. 쓰보이 성(椿井城) 성주가 된 것도 이 무렵으로 보이는데, 그 뒤 얼마 지나지 않아 주군이었던 슌케이가 병으로 쓰러져버렸다. 뒤를 이은 슌케이의 조카 ・ 쓰쓰이 사다쓰구(筒井定次)와는 의견이 맞지 않아서 쓰쓰이 가문을 떠나게 된다. 쓰쓰이 가문을 떠난 것은 사다쓰구의 장래에 대한 가망이 보이지 않아서였다고 하지만 실제로는 시마 씨 집안 소유의 영지의 농민들과 나카노보 히데스케 영지의 농민들 사이에 봇물 문제를 놓고 충돌이 생긴 것이 원인이었다. 또한 이미 이시다 미쓰나리(石田三成)에게 출사해 있던 게이초(慶長) 3년(1598년) 6월에 사콘이 가신인 시타가와라노 헤이다유(下河原平大夫)를 후시미(伏見)에 있는 쓰쓰이 가문의 저택으로 보내서 사다쓰구에게 말을 바쳤으며, 그 뒤로도 쓰쓰이 가문과의 관계는 끊어지지 않았던 것으로 보인다. 쓰쓰이 가문을 떠난 것은 덴쇼 16년(1588년) 2월의 일로 그 뒤 나라 고후쿠지(興福寺)의 탑두(塔頭)인 지호인(持宝院)에서 기식하였다고 한다.
그 뒤 가모 우지사토(蒲生氏郷)에게 출사하였다. 또한 다문원일기 덴쇼 18년 5월의 기사에 사콘의 아내가 이세 가메야마(伊勢亀山)에 있다는 기술이 있는 것으로 보아 우지사토의 요리키(与力)였던 세키 가즈마사(関一政)를 의지하였을 가능성도 지적되고 있다. 야마가 소코(山鹿素行)의 《무가사기》(武家事記)에는 쓰쓰이 가를 떠난 뒤에 도요토미 히데나가(豊臣秀長)에게 출사하였고 히데나가 사후에는 도요토미 히데야스(豊臣秀保)에게 출사하였다고 한다.

### 이시다 미쓰나리의 시대
이시다 미쓰나리(石田三成)로부터 사관 요청이 있었을 때 그때까지의 어떠한 임관 제안도 모두 거절해 오던 그는 마찬가지로 이번에도 거절하였으나 미쓰나리의 지극한 설득 끝에 그의 임관 제의를 받아들여서 2만 석 봉록으로 포장을 받았다. 이는 당시 미쓰나리의 녹고(禄高) 4만 석의 절반에 해당하는 파격적인 것으로, '군신이 녹을 나누다'(君臣禄を分かつ)라는 일화로 전해오고 있다(《상산기담》). 애초에 시마 사콘이 이시다 미쓰나리에게 출사한 것은 미쓰나리가 사와 산(佐和山) 19만 석의 성주가 되어서였다는 설도 있지만 그렇다고 해도 파격적인 우대였다는 것은 틀림없다. 시마 사콘의 저택은 사호 산성 아래의 호수 둔치에 있게 되었다.
이시다 미쓰나리는 히데요시의 고쇼(小姓)였던 때에 지행(知行) 400석을 모두 털어서 시바타 가쓰이에(柴田勝家)나 주군 도요토미 히데요시가 12,000석으로도 고용하려 들었던 호걸 와타나베 간베(渡辺勘兵衛, 渡辺了와는 별개의 인물이다)를 자신에게 임관하게 하였으며, 그 이야기를 토대로 사콘의 일화가 창작되었다는 설도 존재하고 있다.
덴쇼 18년(1591년) 5월 25일에 미쓰나리가 사타케 요시노부(佐竹義宣)의 가신 ・ 아즈마 요시히사(東義久) 앞으로 보낸 문서에는 요시노부가 히데요시를 알현할 무렵의 마음가짐이라는 것을 말하는데, 그 사자로써 시마 사콘이 등장하고 있다(『秋田藩家蔵文書』). 미쓰나리는 이보다 한 달 전인 같은 해 4월에 사와 산성(佐和山城)의 성주로 취임하고 있는데 이듬해의 《다문원일기》 기록에는 덴쇼 20년(1592년) 4월에 사콘의 처가 「엣슈 사호노죠」(江州サホノ城＝사와 산성)에 있다고 적고 있다.
사콘이 이시다 미쓰나리에게 출사한 시대의 동향은 이제까지 불확실한 것이 많은데, 사콘이 쓴 편지 2통이 발견되었다. 덴쇼 18년(1590년) 7월에 있었던 오다와라 정벌(小田原征伐) 이후에 작성된 것으로 히타치국(常陸国)의 센고쿠 다이묘(戦国大名) 사타케 요시노부(佐竹義宣)의 중신 오누키 요리히사(小貫頼久)와 사타케 요시히사(佐竹義久) 앞으로 보낸 것으로 사콘은 미쓰나리 휘하에서 사타케 씨와의 교섭에 중요한 역할을 맡고 있었음이 알려졌다. 따라서 사콘은 적어도 오다와라 정벌 무렵에는 미쓰나리에게 출사해 그를 섬기고 있었고, 이어 중신급의 입장에 오른 것으로 생각할 수 있다.
그 뒤 사콘은 미쓰나리를 따라 임진왜란에도 종군하였다고 전한다.
2008년 시마 사콘의 이름이 실린 이시다 미쓰나리의 판물(判物)이 일본에서 발견되었는데 문서의 내용은 미쓰나리가 연공 수납에 있어서 연공률에 대한 것을 시마 사콘 ・ 야마다 우에노(山田上野) ・ 시오카 타이토(四岡帯刀)에게 명해 두었으니 그 지시에 따라 연공 수납을 행할 것을 이마이 기요 고에몬노이(今井清右衛門尉)에게 전하는 것으로 게이초(慶長) 원년(1596년)에서 3년(1598년)까지의 사이에 발급된 것으로 여겨지고 있다.

### 세키가하라 전투

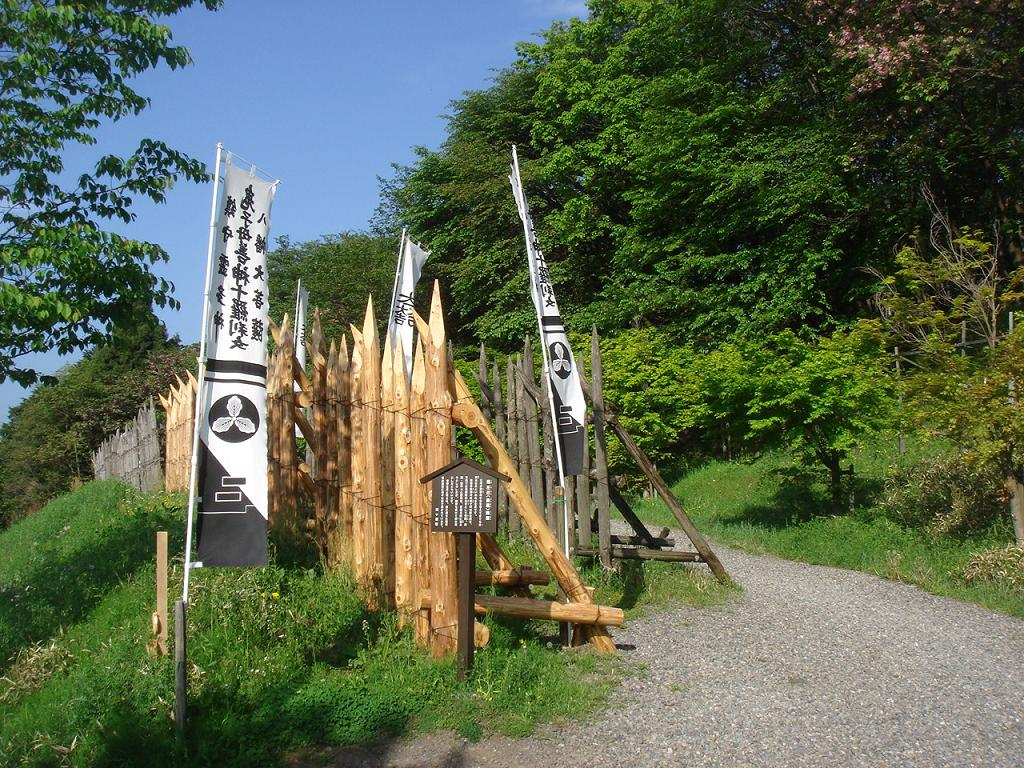
세키가하라 전투 당시 다카야마 우콘이 진을 쳤던 장소.

게이초 5년(1600년) 세키가하라 전투 전날에는 아이즈(会津)의 우에스기 가게카쓰(上杉景勝)、또는 북쪽에서 만에 하나 있을지 모르는 다테 마사무네(伊達政宗)의 배신에 대비해서 에도(江戸)에서 좀처럼 움직이지 않고 있을 도쿠가와 이에야스(徳川家康)가 미노국(美濃国) 아카사카(赤坂)에 도착했다는 첩보에 동요하는 서군 병사들을 고무시키고자 시마 사콘은 5백 명의 병사를 거느리고 동군의 나카무라 가즈히데(中村一栄) ・ 아리마 도요우지(有馬豊氏) 두 부대에 싸움을 걸었고(구이세 강 전투杭瀬川の戦い), 아카시 다케노리(明石全登) 부대와 함께 승리하였다. 그 날 밤에 시마즈 요시히로(島津義弘) ・ 고니시 유키나가(小西行長) 등과 함께 제안했던 야습은 미쓰나리에게 받아들여지지 않았다.
세키가하라 전투 당일에는 처음에는 서군이 유리하게 전개되었고 사콘도 자신이 진두지휘하였다. 그의 최후에 대해서는
- 구로다 나가마사(黒田長政) 군 소속의 간 마사토시(菅正利)가 이끄는 철포대에 의한 총격으로 부상을 당하고 사망하였다.
- 정오를 넘기고 고바야카와 히데아키(小早川秀秋)의 동군으로의 이반을 시작으로 서군은 모두 붕괴하게 되었고, 사콘은 다시 출전하여 정면의 구로다 나가마사 군세 및 다나카 요시마사(田中吉政) 군세로 돌격, 적의 총격으로 전사하였다.
- 빗추 하야시마(備中早島) 도가와 씨(戸川氏) 집안에 전해지는 전승에 따르면 다시금 출진한 시마 사콘을 도가와 미치야스(戸川達安)가 죽였다.[주석 7]

등으로 여러 가지 설이 전한다.
세키가하라 전투에서의 시마 사콘의 모습은 도쿠가와 측에게는 「실로 온몸의 털이 곤두서고 식은땀이 흐르게 하는」(誠に身の毛も立ちて汗の出るなり) 두려움의 대상이었다는 것이 《상산기담》(常山紀談)에 기록되어 있다. 또한 에도 시대 초기 지쿠젠(筑前)의 후쿠오카 성(福岡城)에서 세키가하라에 출진했던 사콘을 습격했던 늙은 무장들이 당시 그의 복장에 대해서 젊은 사무라이들을 상대로 이야기하는 자리가 있었는데 당시 그가 지니고 있던 물품이나 진의 기치, 입은 무구에 이르기까지 제각기 기억이 달랐는데 그 이유에 대해 그의 가공할 활약 탓에 기억이 애매해져서라고 하고 있다.
향년 61세였다. 사콘의 묘지는 나라 시(奈良市) 가와카미 정(川上町)의 미카사 영원(三笠霊苑) 경내, 교토 시(京都市) 가미쿄 구(上京区)의 류혼지(立本寺) 탑두((塔頭) 교호인(教法院) 묘지에 존재하고 있다. 그 밖에도 시마 사콘의 묘는 쓰시마(対馬)、리쿠젠타카다(陸前高田) 등에도 있다고 한다.

## 이설과 전설

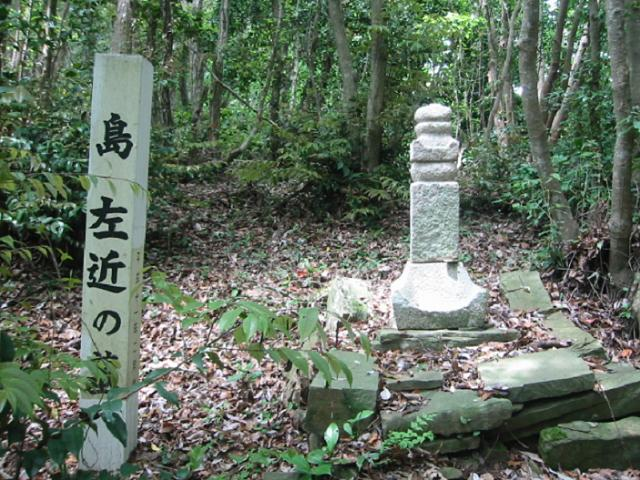
쓰시마 섬의 시마야마 섬에 위치한 시마 사콘의 것이라 전하는 무덤.

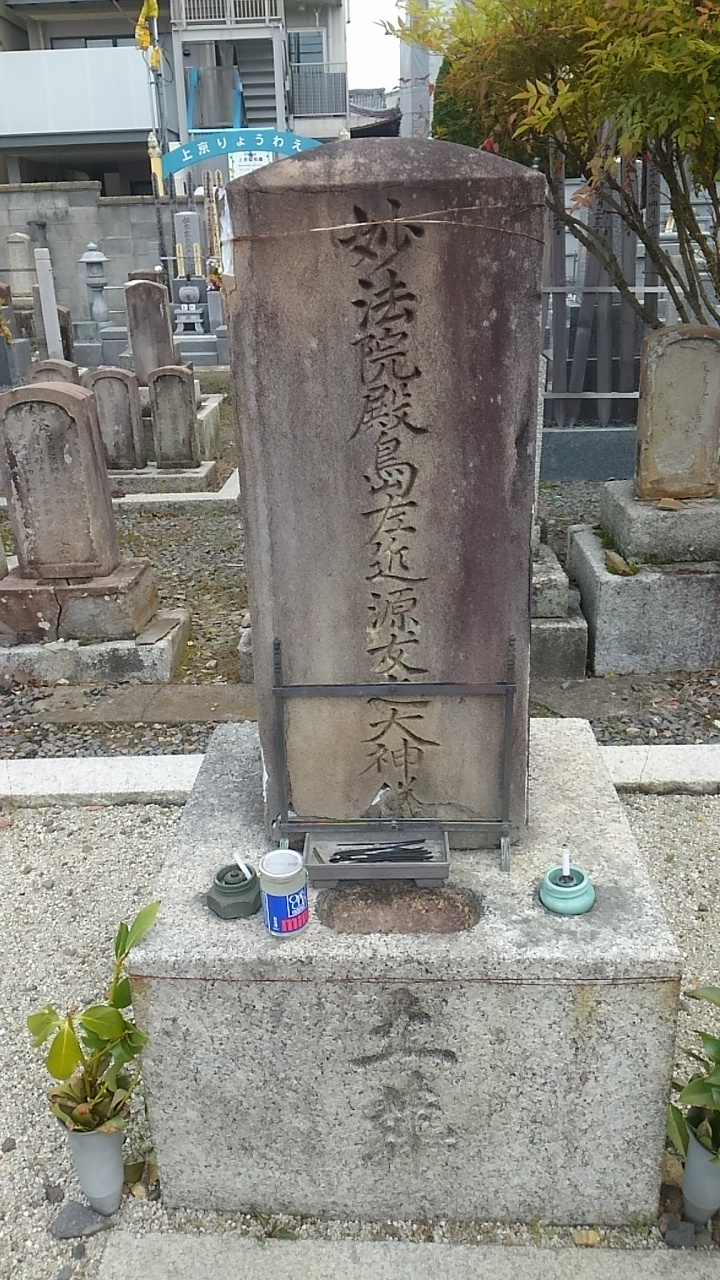
교토 류혼지에 소재하고 있는 시마 사콘의 무덤.

- 《도쿠가와 실기》(徳川実紀)에 따르면 게이초 5년(1600년) 도쿠가와 이에야스를 위험인물이라 느낀 시마 사콘이 미쓰나리에게 이에야스 암살 계획을 제기하였는데, 이에 대해 미쓰나리도 이미 그러한 계획을 세워두고 있었다. 그 계획은 오미(近江)의 미나구치 오카야마 성(水口岡山城)의 성주 나쓰카 마사이에(長束正家)와 짜고 마사이에에게 아이즈 정벌 문제로 동쪽으로 향하는 이에야스를 대접하게 해놓고 미나구치 성내에서 이에야스를 죽인다는 작전이었다. 이에야스는 이를 간파하고 그 날 밤중에 미나구치를 나가버려서 계획은 실패로 돌아갔다.[19].
- 《덴겐실기》(天元実記)에 따르면 세키가하라 전투 직전에 시마즈 도요히사(島津豊久)에게 「젊었을 때 다케다 신겐(武田信玄)에 출사하여 (미카타가하라 전투에서) 야마가타 마사카게(山県昌景) 휘하로 이에야스가 패주하는 것을 추격하였었다」(若い頃は武田信玄に仕官し山県昌景の下で家康が敗走するのを追った)고 말했다고 한다. 하지만 시마 씨는 야마토 국의 재지호족으로 쓰쓰이 씨를 오랫동안 섬겨온 데다 증명이 될 만한 자료도 딱히 없어서 진위는 알 수 없다.
- 사콘의 유체는 세키가하라 전투에서 마찬가지로 미쓰나리를 따라 서군에 가담하였다가 전사한 오타니 요시쓰구(大谷吉継)의 수급과 함께 발견되지 않았다.[주석 8] 나아가서는 교토에서 시마 사콘이 죽지 않고 살아 있는 것을 목격하였다고 증언하는 자도 잇따라 나타났다. 《이시다 군기》(石田軍記), 《고금무가쇠퇴기》, 《세키가하라 어합전 당일기》(関ヶ原御合戦当日記), 《신쓰시마도지》(新対馬島誌), 《세키가하라 정사》(関ヶ原町史) 등에는 세키가하라 전투 현장을 빠져나와 교토에 잠복하여 간에이(寛永) 9년(1632년)에 사망하였다는 설도 전하고 있다. 교토의 류혼지에는 시마 기요오키의 것으로 전하는 무덤이 있는데 세키가하라 전투 뒤에 시마 사콘이 도망쳐서 이 절의 중이 되었고 32년 뒤에 사망하였다고 전하고 있다. 위패나 과거장(過去帳)이 절의 탑두에 남아 있고, 여기에는 간에이 9년 6월 26일에 사망하였다는 날짜가 기록되어 있으나 근거는 없다.
- 시즈오카현(静岡県) 하마마쓰시(浜松市) 덴류 구(天竜区)에 시마 가문의 후예가 살고 있다. 23대 시마 시게오(島茂雄)에 따르면 시마 기요오키는 시마 긴파치(島金八)라 이름을 바꾸고 백성으로 변장하여 봄이 되면 자신의 부하들을 모아서 벚꽃 아래서 술자리를 열었다고 한다. 또한 거주지를 「오사카」(おさか)라 불렀다고도 하는데, 이는 오사카(大坂)를 가리키는 것으로 추정되고 있다. 일본의 작가 류 케이이치로(隆慶一郎)는 이 땅을 방문하여 시마 시게오로부터 관련 이야기를 듣고 이를 자신의 소설 「가게무샤 도쿠가와 이에야스」(影武者徳川家康)의 제재로 삼았다.[20]
- 히가시히로시마시(東広島市) 니시조(西条)에서 역사가 가장 오래 되었다는 양조업자 햐쿠보탄(白牡丹)은 자사 창업에 관해 고문서에 「게이초 5년 9월에 세키가하라의 전투에서 시마 사콘 가쓰타케가 서군의 모사의 으뜸이었음에도 전투에서 격파당하고 장남 신키치(新吉)도 전사하였다. 차남인 히코타로 다다마사(彦太郎忠正)가 어머니와 함께 교토에 있었는데 세키가하라 전투의 비보를 듣고 서쪽으로 달아나서 아키국(安芸国) 니시조(西条)에 머물렀다. 히코타로 다다마사의 손자, 로쿠로베에 하루마사(六郎兵衛晴正)가 엔포(延宝) 3년에 양조장을 창업하였다」라고 기록되어 있는 것을 소개하고 있다.[21] 오늘날에도 이곳은 사장직을 시마 가문이 잇고 있다.
- 구마모토시(熊本市)의 사이간지(西岸寺)에는 사찰의 중흥조인 다이안(泰岩)이라는 승려에 대해 시마 사콘이 가마쿠라 고묘지(鎌倉光明寺)에서 출가한 인물로 이후 호소카와 다다오키(細川忠興)에게 출사하여 고쿠라(小倉)에 지족사(知足寺)를 짓고 가토 다다히로(加藤忠広)가 개역당한 뒤에 호소카와 다다토시(細川忠利)의 히고(肥後) 입국에 즈음하여서는 다다토시의 명을 받아 구마모토에 들어 가서 정보 수집에 힘썼다는 유래기(由来記)가 남아 있다.[22]
- 사가현(滋賀県) 이카 군(伊香郡) 요고정(余呉町) 오쿠가와나미(奥川並)에는 세키가하라 전투 이후에도 시마 사콘이 살아남아서 그곳에 숨어 살았다는 전승이 있다.[23]

### 내용주
1. ↑  『네기시 문서』(根岸文書)에는 자신의 이름을 기요오키(清興)라고 적은 시마 사콘의 자필 편지이다. 또한 덴쇼(天正) 5년(1577년) 역시 시마 사콘 본인이 나라의 가스가 다이샤(春日大社)에 봉납했다고 하는 석등에도 「嶋左近烝清興」라고 새겨져 있다.
2. ↑  사콘 본인이나 이시다 미쓰나리의 편지에는 「嶋左近」「嶋殿」 등으로 표기되어 있는데 「嶋」라는 글자를 사용하고 있다.
3. ↑  소에지모 군(添下郡) 야마다 성주(山田城主)였던 쓰쓰이 슌죠(筒井順延)이라고도 한다.
4. ↑  오늘날의 일본 기후현(岐阜県) 오가키 시(大垣市) 아카사카 정(赤坂町) 字勝山에 있는 안라쿠지(安楽寺)
5. ↑  우키타 히데이에(宇喜多秀家)의 가신이다.
6. ↑  처음부터 야습이 진언된 적도 없다는 설도 있다. 야습을 헌책하였다는 설의 출처는 옛 일본군 참모본부(日本軍参謀本部)에서 펴낸 《일본전사》(日本戦史)이다.
7. ↑  이때 미치야스는 시마 사콘의 투구를 얻었는데, 1915년(다이쇼 4년) 4월에 도가와 가문의 13대 당주 야스이에(安宅)가 구노 산 도쇼구(久能山東照宮)에 봉헌하였다고 한다. 小林明「伝・島左近の兜」『東照宮文化財保存顕彰会会報』14号、1981年。
8. ↑  오타니 요시쓰구의 경우는 측근인 유아사 고스케(湯浅五助)가 가이샤쿠(介錯)를 행하고 그 수급을 매장한 뒤 죽을 때까지 그 장소를 말하지 않아서 발견되지 않았다.

### 참조주
1. ↑  花ヶ前 2001, 川口素生「島左近逸話・伝説集」, p.172
2. ↑  今村嘉雄 『定本 大和柳生一族―新陰流の系譜』 新人物往来社、1994年.
3. ↑  花ヶ前 2001, 花ヶ前盛明「島左近とその時代」, p.12.
4. ↑  《대일본야사》(大日本野史)
5. 1 2  花ヶ前 2001, 花ヶ前盛明「島左近とその時代」, p.22
6. 1 2  花ヶ前 2001, 花ヶ前盛明「島左近とその時代」, p.23
7. 1 2  谷徹也「総論 石田三成論」谷徹也 編『シリーズ・織豊大名の研究 第七巻 石田三成』（戎光祥出版、2018年） ISBN 978-4-86403-277-3）p46-48
8. ↑  花ヶ前 2001, 白川亨「島左近と石田三成」, p.105
9. ↑  渡辺世祐『稿本石田三成』雄山閣出版、1907年。
10. 1 2  太田 2009, p. 110.
11. ↑  伊藤真昭「石田三成佐和山入城の時期について」『洛北史学』4号、2003年。
12. ↑  石田三成腹心、島左近の書状発見　東京大など. 日本経済新聞. (2016年7月1日)
13. ↑  花ヶ前 2001, 花ヶ前盛明「島左近とその時代」, p.30.
14. ↑  太田 2009, p. 108.
15. ↑  太田 2009, p. 109.
16. ↑  著者不詳『（黒田）故郷物語』（文政12年（1829年））
17. 1 2  太田 2009, p. 111
18. ↑  中井俊一郎、「嶋左近－三成に過ぎたるもの－」、オンライン三成会編 『三成伝説　現代に残る石田三成の足跡』 サンライズ出版、2009年、128頁。
19. ↑  花ヶ前 2001, 川口素生「島左近逸話・伝説集」, p.176.
20. ↑  隆慶一郎『時代小説の愉しみ』　講談社〈講談社文庫〉、1994年、50-51頁
21. ↑  햐쿠모란 주식회사 공식 홈페이지
22. ↑  全日本仏教会寺院名鑑刊行会編『全国寺院名鑑』熊本県-2頁（全日本仏教会寺院名鑑刊行会、1969年）、平凡社編『日本歴史地名大系 第44巻 熊本県の地名』492頁（平凡社、1985年）、角川日本地名大辞典編纂委員会編『角川日本地名大辞典 43 熊本』506-507頁（角川書店、1987年）、圭室文雄編『日本名刹大事典』274頁（雄山閣出版、1992年）
23. ↑  余呉町教育委員会編 『余呉の民話』、1980年。